# Duke Nalon

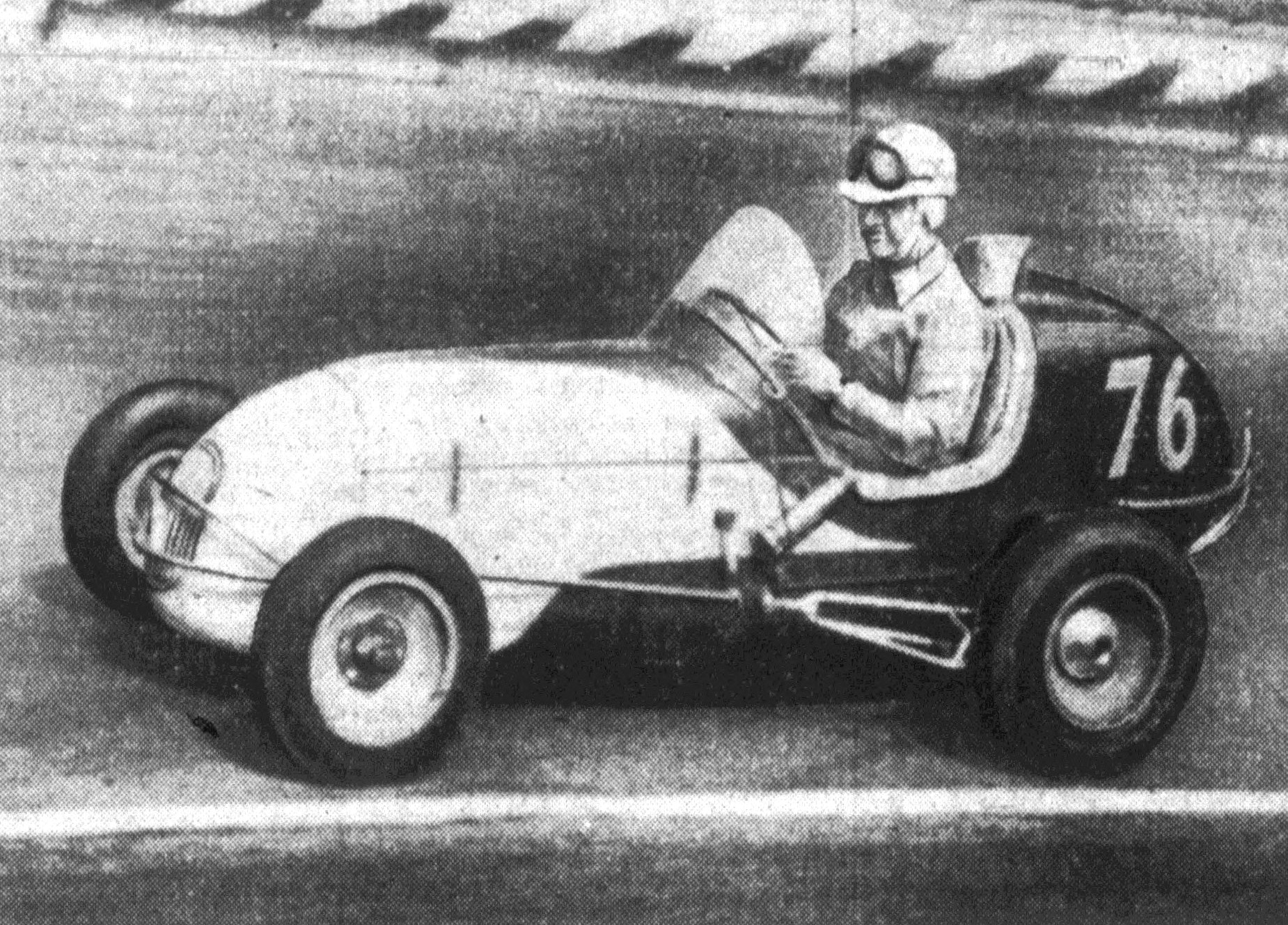
Duke Nalon en 1946.

Duke Nalon était un pilote automobile d'IndyCar américain, né le 12 mars 1913 à Chicago (Illinois, États-Unis) et mort le 26 février 2001. Il commença à courir en catégorie 'midget' en 1933, avant d'aborder la catégorie Indycar en 1938. Il a notamment terminé troisième des 500 miles d'Indianapolis en 1948.